# Bernard Garnier
Benoît XIV
Pour les articles homonymes, voir Bernard Garnier (acteur) et Garnier.
Bernard Garnier (né vers 1370 dans le sud de la France, et mort vers les années 1430), clerc du diocèse de Rodez, fut élu pape sous le nom de Benoît XIV par les ultimes partisans de la papauté d'Avignon après la fin du grand schisme d'Occident. Considéré comme un antipape dans la tradition catholique, il fut le dernier antipape d’Avignon.

## Biographie
Il reçoit le 15 juillet 1412 collation apostolique d'un bénéfice avec cure de quarante livres tournois, et sans cure d'âmes de trente livres. Il est attesté comme vicaire de l'archidiacre de Millau, Guirard Calhol, en 1413 et 1414. Il se rend en 1414 à la cour pontificale comme procureur de Bertrand Déodat acquitter le versement de l'annate pour le prieuré de Saint-Saturnin de Creissels.
Il obtient de Benoît XIII plusieurs faveurs : le 20 novembre 1418, il reçoit provision du prieuré de Saint-Martin des Faux, puis le privilège de pouvoir choisir son confesseur. L'année suivante, Benoît XIII le désigne comme sous-collecteur apostolique pour le diocèse de Rodez, sous l'autorité de Jean Carrier. Il est désigné parmi les schismatiques condamnés par Martin V en juillet 1420.
En 1425, devenu sacriste au chapitre cathédral de Rodez, il bénéficie de la bienveillance du comte d'Armagnac qui lui attribue le 14 novembre 1425 l'office de conservateur du domaine comtal de Rouergue, deux jours seulement après avoir été secrètement élu pape par Jean Carrier.
Une seule pièce d'archive cite nommément Bernard Garnier comme Benoît XIV, mais il est vrai qu'un faisceau d'éléments en fait le personnage désigné pour avoir été celui qui a été élu par Jean Carrier. Il apparaît d'ailleurs dans les sources pontificales en même temps que ce dernier. Il disparaît curieusement des sources d'archives pendant les années critiques autour de 1430. Il est donc impossible de connaître son attitude. Il réapparaît à partir de 1437, rétabli comme sacriste, signifiant bien ainsi qu'il avait été démis de sa prébende. Réintégré dans le chapitre et même élu en 1437 comme bayle, il est malgré lui rattrapé par son passé. Jean d'Estaing lui conteste en 1450 la sacristie de Rodez devant le parlement de Toulouse l'accusant d'avoir soutenu le parti de Jean Carrier : il répond qu'il « ne fust jamais au service ou familier dudit Carrier, mais estoit au service et du conseil du comte d'Armignac [...] et s'est toujours bien et honorablement gouverné ».
Qui croire ? Les laïcs qui rapportent la tradition selon laquelle Bernard Garnier fut pape sous le nom de Benoit XIV, ou Bernard Garnier lui-même qui assure n'avoir jamais soutenu Jean Carrier ? Ou ici encore on aurait un cas d'homonymie oncle-neveu, vu que Benoit XIV serait mort en 1429 ?
S'il fut « contendans du papat », il est peu probable qu'il fut aussi convaincu que celui qui l'avait élu.
Bernard Garnier, avant sa disparition (mort ou démission ?) en 1429, avait nommé quatre cardinaux. Ceux-ci se réunirent en conclave, en 1430, et on a longtemps cru qu'ils élurent Jean Carrier (le cardinal de Benoît XIII), qui aurait aussi pris le nom de Benoît XIV. En fait, ce Jean Carrier était le neveu de l'électeur de Bernard Garnier et il prit le nom de Benoît XV.